# Équipe du Panama de football
Cet article traite de l'équipe masculine. Pour l'équipe féminine, voir Équipe du Panama féminine de football.
Maillots
Actualités
L'équipe du Panama de football est une sélection des meilleurs joueurs panaméens placée sous l'égide de la Fédération du Panama de football.

## Histoire

### Les débuts de la sélection panaméenne
La Fédération du Panama de football (Federación Panameña de Fútbol en espagnol) est fondée en 1937 puis affiliée à la FIFA l'année suivante. Elle devient membre de la CONCACAF en 1961.
Le premier match officiel de l’équipe du Panama est joué à domicile, contre le Venezuela, le 2 février 1938, et se conclut par la première victoire de son histoire sur le score de 3 buts à 1. Quatre jours plus tard, encore à domicile, le Panama concède sa plus large défaite face au Costa Rica, match qui se solde par un très sévère 11-0 pour les visiteurs. La plus large victoire se produit à Barranquilla, en Colombie, le 13 décembre 1946, contre Porto Rico, avec un score fleuve de 12 buts à 0 pour les Panaméens.
La sélection panaméenne est sacrée, à domicile, championne d'Amérique centrale et des Caraïbes (Coupe CCCF) en 1951 devant le Costa Rica (deuxième) et le Nicaragua (troisième). Il s'agit là du premier titre international des Panaméens. Par ailleurs, ils finiront à la troisième place en 1948 et quatrième en 1941 et 1957.
Pour son premier tournoi de qualification à une Coupe du monde en 1978, le Panama est battu au premier tour par le Salvador, le Costa Rica et le Guatemala. Pour la Coupe du monde 1982, il finit bon dernier de la poule d'Amérique centrale (premier tour) derrière le Honduras, le Salvador, le Guatemala et le Costa Rica. Pour la Coupe du monde 1986, il est éliminé par le Honduras (0-3, 0-1) au premier tour. Pour la Coupe du monde 1990, il est battu par le Costa Rica (0-2, 1-1) toujours au premier tour.

### De 1991 à 2005: l’irrégularité panaméenne
À l'occasion de la première Coupe UNCAF des Nations, en 1991, le Panama est battu par le Honduras (2-0, 0-3) lors du tour préliminaire, ratant du coup l'édition inaugurale de la Gold Cup en 1991 aux États-Unis. À la Coupe UNCAF des Nations 1993, la sélection panaméenne termine troisième devant le Salvador, derrière le Honduras et le Costa Rica, ce qui lui permet de se qualifier pour la Gold Cup 1993 où elle fait match nul contre la Jamaïque (1-1, but de Víctor René Mendieta) et perd à deux reprises contre le Honduras (1-5, but de Jesús Julio) et les États-Unis (1-2, but de Pércival Piggott) au premier tour.
Pour la Coupe du monde 1994, elle est battue par le Costa Rica au premier tour de qualifications. À la Coupe UNCAF des Nations 1995, elle bat le Nicaragua lors du tour préliminaire, mais est battue au premier tour par le Guatemala et par le Honduras, cela ne lui permet pas de participer à la Gold Cup 1996. À la Coupe UNCAF des Nations 1997, elle bat Belize au tour préliminaire, puis est battue par le Honduras et le Salvador et rate sa qualification à la Gold Cup 1998.
Pour la Coupe du monde 1998, après avoir battu le Belize au premier tour, le Panama est éliminé par le Canada et le Salvador au deuxième tour, finissant troisième de la poule devant Cuba. À la Coupe UNCAF des Nations 2001, il termine deuxième lors du premier tour derrière le Salvador, devant le Honduras et le Nicaragua, mais termine dernier de la poule finale derrière le Guatemala, le Costa Rica et le Salvador. Il perd en match de barrage pour la Gold Cup 2002 contre Cuba (0-1) ce qui l'élimine du tournoi continental.
Pour la Coupe du monde 2002, il termine premier devant le Honduras et le Nicaragua lors du premier tour, mais est éliminé en terminant quatrième de la poule du second tour, derrière T&T, le Mexique et le Canada. À la Coupe UNCAF des Nations 2003, il termine cinquième seulement devant le Nicaragua mais derrière le Costa Rica, le Guatemala, le Salvador et le Honduras. Cela s'avère insuffisant pour se qualifier à la Gold Cup 2003.

### Le Panama finaliste de la Gold Cup 2005
Lors de la Coupe UNCAF des Nations 2005, le Panama termine deuxième lors du premier tour, mais est battu en demi-finales par le Honduras et perd aussi la petite finale contre le Guatemala, cela ne l’empêche pas de se qualifier pour la Gold Cup 2005.
En phase finale, au premier tour, il bat la Colombie (1-0, but de Luis Tejada), fait match nul contre Trinité-et-Tobago (2-2, doublé de Luis Tejada) et perd contre le Honduras (0-1). Il bat en quarts l’Afrique du Sud, invitée par la CONCACAF (1-1 a.p, 5:3 tab (but de Jorge Dely Valdes)), puis bat de nouveau en demies la Colombie (3-2,doublé de Ricardo Phillips et but de Jorge Dely Valdes). Hélas, le Panama perd en finale contre les États-Unis (0-0 a.p, 3:1 tab).
Du fait du très bon parcours de l’équipe panaméenne dans cette compétition, Luis Tejada est sacré meilleur joueur du tournoi et co-meilleur buteur avec 3 buts; Jaime Penedo, le meilleur gardien de la compétition et Felipe Baloy, l'un des meilleurs défenseurs.

### De 2005 à 2011: la première victoire en Coupe UNCAF
Pour la Coupe du monde 2006, le Panama bat Sainte-Lucie au premier tour, puis termine deuxième lors du second tour derrière les États-Unis, devant la Jamaïque et le Salvador, mais termine dernier du tour final, derrière les États-Unis, le Mexique, le Costa Rica, Trinité-et-Tobago et le Guatemala.
Lors de la Coupe UNCAF des Nations 2007, il termine 1er lors du 1er tour, puis bat le Guatemala en demies, mais perd en finale contre le Costa Rica (1-1 ap, 4:1 tab). Cela leur permet de se qualifier pour la Gold Cup 2007. Au 1er tour, le Panama bat le Honduras (3-2, buts de José Luis Garcés, de Carlos Rivera et de Blas Pérez), puis fait match nul contre Cuba (2-2, buts de José Luis Garcés et de Blas Pérez) et perd contre le Mexique (0-1). Cependant en quarts, il perd contre les États-Unis (1-2, but de Blas Pérez). Le défenseur Felipe Baloy et l’attaquant Blas Perez font partie de l’équipe-type du tournoi.
L’équipe du Panama ne participe pas à la Coupe du monde de football 2010 en raison d'une élimination, à la surprise générale, dès le second tour aux mains du Salvador (1-0 puis 1-3).
Vainqueur de la Coupe UNCAF des Nations 2009 en battant le Costa Rica en finale (0-0 a.p, 4:2 tab), le Panama fut éliminé par les États-Unis en quarts de finale de la Gold Cup 2009 (2-1 a.p).

### De 2011 à 2014: l'ère Valdés

#### De la Gold Cup 2011 à celle de 2013
À la Gold Cup 2011, sous la houlette de l'ancienne star du PSG, Julio César Dely Valdés, nommé sélectionneur le 14 septembre 2010, le Panama se hissa jusqu'en demi-finales en battant notamment les États-Unis le 11 juin 2011 à Tampa lors du 1er tour, ce qui constitue la première défaite des Américains au 1er tour d'une Gold Cup. Les États-Unis prirent leur revanche en s'imposant 1-0 en demi-finales.
Qualifié pour la Gold Cup 2013 aux États-Unis en battant 3-1 le Guatemala en match pour la cinquième place de la Coupe UNCAF des nations 2013, le Panama débute sous de bons auspices le tournoi continental en battant le Mexique 2-1, le 7 juillet 2013, et ce pour la première fois de son histoire. Pour leur deuxième match, les Panaméens assurent leur qualification en quarts de finale en disposant difficilement de la Martinique 1-0 sur un pénalty de Manuel Torres à la 83e minute de jeu. Après avoir été accrochés 0-0 par le Canada lors de la troisième et dernière journée de la phase de poule, les Panaméens se qualifièrent pour leur 3e demi-finale de Gold Cup en disposant facilement de Cuba (6-1). En battant pour la deuxième fois le Mexique (2-1), cette fois-ci en demi-finale, les Canaleros se hissent en finale de la Gold Cup où ils affrontent les États-Unis dans un match qui s'annonce comme la revanche de la finale perdue de 2005. En s'inclinant 0-1 (but de Brek Shea), les Panaméens passent à côté d'un premier sacre continental.

#### Éliminatoires de la Coupe du monde 2014
Dans le cadre des éliminatoires de la coupe du monde de football 2014, les Panaméens franchirent facilement le 2e tour en survolant un groupe composé du Nicaragua et de la Dominique. Lors du 3e tour, reversé dans un groupe difficile avec le Honduras, le Canada et Cuba, le Panama se montra à la hauteur en remportant ce groupe avec notamment une victoire importante 0-2 à San Pedro Sula face au Honduras. Les Panaméens se qualifient pour le 4e et dernier tour des qualifications pour la Coupe du monde 2014 en compagnie du Mexique, des États-Unis, du Costa Rica, du Honduras et de la Jamaïque. Lors de la dernière journée de la poule, en concédant une défaite dans les arrêts de jeu face aux Américains (2-3), les Canaleros ne purent accrocher la 4e place, laissant au Mexique l'occasion de se qualifier pour la Coupe du monde via des barrages contre la Nouvelle-Zélande, vainqueur de la zone Océanie.

### De 2014 à 2018: l'ère Gómez

#### De la Copa Centroamericana 2014 à la Coupe du monde 2018
Le 15 février 2014, le Colombien Hernán Darío Gómez est nommé sélectionneur, avec pour mission de qualifier l'équipe panaméenne à la Coupe du monde 2018 en Russie. En mars 2014, le Panama a atteint sa meilleure position au classement FIFA, en intégrant pour la première fois le top 30 (29e place).
Troisièmes de la Copa Centroamericana 2014, les Canaleros se qualifient pour la Gold Cup 2015. Après quatre matchs nuls consécutifs, ils se hissent en demi-finales du tournoi et affrontent le Mexique à Atlanta, le 22 juillet 2015. Rapidement réduits à 10, ils parviennent à ouvrir la marque à la 56e minute avec un but de la tête de Román Pérez. Alors que le match semblait se terminer par une victoire panaméenne, l'arbitre de la rencontre, l'Américain Mark Geiger, concède un pénalty imaginaire aux Mexicains à la 88e minute. Visiblement excédés, les joueurs panaméens refusent de poursuivre la partie. Après 11 minutes d'interruption, le match reprend. Geiger sifflera un deuxième pénalty contestable pour les Mexicains pendant les prolongations. Les réactions panaméennes ne se feront pas attendre, l'entraîneur Hernán Darío Gómez parle de "hold up" et évoque l'idée d'arrêter sa carrière alors que la Fédération du Panama de football exige, dès le lendemain, la démission des dix membres de la commission arbitrale de la CONCACAF,. Qualifiés pour la « petite finale », les Panaméens se remobilisent malgré tout et accrochent la 3e place en battant les États-Unis aux tirs au but.
Cette place d'honneur en Gold Cup leur confère le droit de disputer les barrages de la Copa América Centenario en janvier 2016. Après avoir disposé facilement de Cuba (4-0), les Canaleros sont placés dans le groupe D du tournoi sud-américain, en compagnie de l'Argentine (tête de série), du Chili (tenant) et de la Bolivie. Ils débutent bien la compétition, le 6 juin 2016, en battant la Bolivie 2-1 (doublé de Blas Pérez) avant de succomber respectivement 5-0 et 4-2 face à l'Argentine de Messi (qui marque un triplé à l'occasion) et le Chili,, futur vainqueur de l'épreuve.
Présents sur le podium de la Gold Cup trois fois d'affilée (de 2011 à 2015), les Panaméens ratent la passe de quatre puisqu'ils sont battus en quarts-de-finale de l'édition 2017 par le Costa Rica qui s'impose à la faveur d'un csc du milieu de terrain Aníbal Godoy.

#### La première Coupe du monde en 2018 et la Gold Cup 2019
Quatre ans après avoir raté de peu la qualification au Mondial 2014, le Panama décroche enfin son billet pour la Coupe du monde en battant le Costa Rica (2-1), le 10 octobre 2017, lors de la dernière journée des éliminatoires de la Coupe du monde 2018. Cette victoire, teintée de polémique puisque le premier but panaméen n'a jamais franchi la ligne, conjuguée à la défaite inespérée des Américains à Port of Spain, contre Trinité-et-Tobago, permet aux Canaleros de se qualifier directement à la Coupe du monde 2018 en Russie. Il s'agit de leur première participation au tournoi après dix tentatives infructueuses.
Placés dans le groupe G de la compétition, en compagnie de la Belgique, l'Angleterre et la Tunisie, les Panaméens se font éliminer sans surprise dès le 1er tour avec trois défaites à la clé dont un cinglant 6-1 face aux Britanniques, le 24 juin 2018, match qui voit Felipe Baloy marquer le premier but de l'équipe du Panama en phase finale d'une Coupe du Monde.
Lors de la Gold Cup 2019, le Panama termine 2e du groupe D au 1er tour derrière les États-Unis avec 6 points grâce à deux victoires contre une défaite (0-1 face aux Américains) et se qualifie pour la phase à élimination directe. Il y retrouve la Jamaïque en quarts de finale et s'incline 0-1.

## Résultats

### Classement FIFA
| Année               | 1993 | 1994 | 1995 | 1996 | 1997 | 1998 | 1999 | 2000 | 2001 | 2002 | 2003 | 2004 | 2005 | 2006 | 2007 | 2008 | 2009 | 2010 | 2011 | 2012 | 2013 | 2014 | 2015 | 2016 | 2017 | 2018 | 2019 | 2020 | 2021 | 2022 |
| ------------------- | ---- | ---- | ---- | ---- | ---- | ---- | ---- | ---- | ---- | ---- | ---- | ---- | ---- | ---- | ---- | ---- | ---- | ---- | ---- | ---- | ---- | ---- | ---- | ---- | ---- | ---- | ---- | ---- | ---- | ---- |
| Classement mondial  | 132  | 140  | 126  | 101  | 119  | 131  | 138  | 121  | 109  | 129  | 125  | 100  | 78   | 81   | 67   | 88   | 70   | 64   | 49   | 51   | 38   | 57   | 64   | 58   | 55   | 71   | 81   | 78   | 63   | 61   |
| Classement Concacaf |      |      |      |      |      |      |      | 13   | 13   | 15   | 13   | 11   | 9    | 7    | 5    | 8    | 6    | 6    | 3    | 4    | 4    | 5    | 6    | 4    | 5    | 7    | 9    | 9    | 6    | 5    |

### Parcours en Coupe du monde
| Année | Position     |      | Année         | Position |                        | Année | Position |
| 1930  | Non inscrite | 1974 | Non inscrite  | 2010     | Non qualifiée          |       |          |
| 1934  | Non inscrite | 1978 | Non qualifiée | 2014     | Non qualifiée          |       |          |
| 1938  | Non inscrite | 1982 | Non qualifiée | 2018     | 1er tour               |       |          |
| 1950  | Non inscrite | 1986 | Non qualifiée | 2022     | Non qualifiée          |       |          |
| 1954  | Non inscrite | 1990 | Non qualifiée | 2026     | Éliminatoires en cours |       |          |
| 1958  | Non inscrite | 1994 | Non qualifiée | 2030     | À venir                |       |          |
| 1962  | Non inscrite | 1998 | Non qualifiée | 2034     | À venir                |       |          |
| 1966  | Non inscrite | 2002 | Non qualifiée |          |                        |       |          |
| 1970  | Non inscrite | 2006 | Non qualifiée |          |                        |       |          |

### Parcours en Gold Cup
| Année | Position          |      | Année             | Position |                  | Année | Position |
| 1963  | 1er tour          | 1991 | Tour préliminaire | 2011     | Demi-finale      |       |          |
| 1965  | Non inscrit       | 1993 | 1er tour          | 2013     | Finaliste        |       |          |
| 1967  | Tour préliminaire | 1996 | Tour préliminaire | 2015     | Demi finale (3e) |       |          |
| 1969  | Tour préliminaire | 1998 | Tour préliminaire | 2017     | Quart de finale  |       |          |
| 1971  | Non inscrit       | 2000 | Non inscrit       | 2019     | Quart de finale  |       |          |
| 1973  | Non inscrit       | 2002 | Tour préliminaire | 2021     | 1er tour         |       |          |
| 1977  | Tour préliminaire | 2003 | Tour préliminaire | 2023     | Finaliste        |       |          |
| 1981  | Tour préliminaire | 2005 | Finaliste         | 2025     | Qualifié         |       |          |
| 1985  | Tour préliminaire | 2007 | Quart de finale   |          |                  |       |          |
| 1989  | Tour préliminaire | 2009 | Quart de finale   |          |                  |       |          |

### Parcours en Ligue des nations
| Édition   | Ligue | Phase de groupes  | Phase de groupes  | Phase de groupes  | Phase de groupes  | Phase de groupes  | Phase de groupes  | Phase de groupes  | Phase finale | Phase finale | Phase finale | Phase finale | Phase finale | Phase finale | Phase finale | Phase finale |
| Édition   | Ligue | Class.            | M                 | V                 | N                 | D                 | BM                | BE                | Pays hôte    | Résultat     | M            | V            | N            | D            | BM           | BE           |
| --------- | ----- | ----------------- | ----------------- | ----------------- | ----------------- | ----------------- | ----------------- | ----------------- | ------------ | ------------ | ------------ | ------------ | ------------ | ------------ | ------------ | ------------ |
| 2019-2020 | A     | 2/3               | 4                 | 1                 | 0                 | 3                 | 5                 | 9                 | 2020         | Non qualifié | Non qualifié | Non qualifié | Non qualifié | Non qualifié | Non qualifié | Non qualifié |
| 2022-2023 | A     | 1/3               | 4                 | 3                 | 1                 | 0                 | 8                 | 0                 | 2023         | Quatrième    | 2            | 0            | 0            | 2            | 0            | 3            |
| 2023-2024 | A     | 1/6               | 4                 | 3                 | 1                 | 0                 | 9                 | 2                 | 2024         | Quatrième    | 4            | 2            | 0            | 2            | 6            | 5            |
| 2024-2025 | A     | Qualifié d'office | Qualifié d'office | Qualifié d'office | Qualifié d'office | Qualifié d'office | Qualifié d'office | Qualifié d'office | 2025         | Finaliste    | 4            | 2            | 1            | 1            | 5            | 4            |
| 2026-2027 | A     |                   |                   |                   |                   |                   |                   |                   | 2027         |              |              |              |              |              |              |              |
| Total     | Total | Total             | 12                | 7                 | 2                 | 3                 | 22                | 11                | Total        | Total        | 8            | 4            | 1            | 5            | 11           | 12           |

### Coupe UNCAF des nations
- 1991 : Tour préliminaire
- 1993 :  Troisième
- 1995 : 1er tour
- 1997 : 1er tour
- 1999 : Non inscrit
- 2001 : Quatrième
- 2003 : Cinquième
- 2005 : Quatrième
- 2007 :  Finaliste
- 2009 :  Vainqueur
- 2011 :  Troisième
- 2013 : Cinquième
- 2014 :  Troisième

### Coupe CCCF (1941-1961)
- 1941 : Quatrième
- 1943 : Non inscrit
- 1946 : Cinquième
- 1948 :  Troisième
- 1951 :  Vainqueur
- 1953 : Septième
- 1955 : Non inscrit
- 1957 : Quatrième
- 1960 : Non inscrit
- 1961 : 1er tour

### Championnat panaméricain de football (1952-1960)
- 1952 : Sixième
- 1956 : Non inscrit
- 1960 : Non inscrit

### Copa América
- 1916 - 2015 : Non invité
- 2016 : 1er tour
- 2024 : Quart de finaliste

### Palmarès
- Coupe des nations de la Concacaf:
  - Finaliste en 2005, 2013 et 2023
  - Troisième en 2015.
- Coupe UNCAF des nations (1):
  - Vainqueur en 2009.
  - Finaliste en 2007.
  - Troisième en 1993, 2011, 2014.
- Coupe CCCF (1):
  - Vainqueur en 1951[9].
  - Troisième en 1948.
- Jeux d'Amérique centrale et des Caraïbes:
  - Finaliste en 1946.
- Jeux bolivariens:
  - Troisième en 1970 et 1973.